# Miku Takaichi
Miku Takaichi (en japonés: 田代 未来, Takaichi Miku; nacida Miku Tashiro; Hachioji, 7 de abril de 1994) es una deportista japonesa que compite en judo.
Participó en tres Juegos Olímpicos de Verano, entre los años 2016 y 2024, obteniendo dos medallas de plata, en Tokio 2020 y París 2024, ambas en la prueba de equipo mixto. En los Juegos Asiáticos de 2022 obtuvo una medalla de oro en la categoría de –63 kg.
Ganó cuatro medallas en el Campeonato Mundial de Judo entre los años 2014 y 2019.

## Palmarés internacional
| Juegos Olímpicos   | Juegos Olímpicos    | Juegos Olímpicos  | Juegos Olímpicos |
| Año                | Lugar               | Medalla           | Categoría        |
| ------------------ | ------------------- | ----------------- | ---------------- |
| 2020               | Tokio (Japón)       | Medalla de plata  | Equipo mixto     |
| 2024               | París (Francia)     | Medalla de plata  | Equipo mixto     |
| Campeonato Mundial |                     |                   |                  |
| Año                | Lugar               | Medalla           | Categoría        |
| 2014               | Cheliábinsk (Rusia) | Medalla de bronce | –63 kg           |
| 2015               | Astaná (Kazajistán) | Medalla de bronce | –63 kg           |
| 2018               | Bakú (Azerbaiyán)   | Medalla de plata  | –63 kg           |
| 2019               | Tokio (Japón)       | Medalla de plata  | –63 kg           |
| Juegos Asiáticos   |                     |                   |                  |
| Año                | Lugar               | Medalla           | Categoría        |
| 2022               | Hangzhou (China)    | Medalla de oro    | –63 kg           |